# 파동편모충류
파동편모충류 또는 트리파노소마류는 운동핵편모충강에 속하는 1개의 편모를 갖는 원생생물 분류군의 하나이다. 모두 기생충이며, 기본적으로 곤충을 숙주로 하지만 생활환 중에서 척추동물이나 식물 등의 중간 숙주 안에 기생하는 것으로 알려져 있다. 파동편모충목(Trypanosomatida), 파동편모충아목(Trypanosomatina)을 구성하는 유일한 과이다.
파동편모충과의 편모충은 사람이나 가축에게 심각한 감염증을 일으키는 병원체로 알려져 있으며, 트리파노소마(Trypanosoma)는 트리파노소마증(수면병, 샤가스병)을 레이시마니아(Leishmania)는 리슈마니아병을 일으킨다.

## 하위 속
- Blastocrithidia
- Crithidia
- Endotrypanum
- Herpetomonas
- 레이시마니아속 (Leishmania)
- Leptomonas
- † Paleoleishmania
- Phytomonas
- 파동편모충속 (Trypanosoma)
- Wallaceina